# Cottonwood (Minnesota)
Cottonwood is een plaats (city) in de Amerikaanse staat Minnesota, en valt bestuurlijk gezien onder Lyon County.

## Demografie
Bij de volkstelling in 2000 werd het aantal inwoners vastgesteld op 1148.
In 2006 is het aantal inwoners door het United States Census Bureau geschat op 1118, een daling van 30 (-2,6%).

## Geografie
Volgens het United States Census Bureau beslaat de plaats een oppervlakte van
2,2 km², geheel bestaande uit land. Cottonwood ligt op ongeveer 329 m boven zeeniveau.

## Plaatsen in de nabije omgeving
De onderstaande figuur toont nabijgelegen plaatsen in een straal van 20 km rond Cottonwood.